# Global Challenges Index
| Global Challenges Index | Global Challenges Index |
| ----------------------- | ----------------------- |
| Logo                    |                         |
| Stammdaten              |                         |
| Staat                   | Welt                    |
| Börse                   | Hannover                |
| Kategorie               | Aktienindex             |
| Preisindex              |                         |
| ISIN                    | DE000A0MEN33            |
| WKN                     | A0MEN3                  |
| Symbol                  | LZN5                    |
| RIC                     | .GCXP                   |
| Bloomberg-Code          | GCXP                    |
| Performanceindex        |                         |
| ISIN                    | DE000A0MEN25            |
| WKN                     | A0MEN2                  |
| Symbol                  | LZN4                    |
| RIC                     | .GCX                    |
| Bloomberg-Code          | GCX                     |

Der Global Challenges Index (GCX) ist ein Aktienindex, der von der Börse Hannover in Zusammenarbeit mit der Nachhaltigkeitsrating-Agentur oekom research AG entwickelt und am 3. September 2007 lanciert wurde. Im Prozess zur Auswahl der 50 Aktientitel für den Index werden Unternehmen wesentlich anhand ökologischer und sozialer Kriterien und Kriterien verantwortungsvoller Unternehmensführung (ESG-Kriterien des ethischen Investment) bewertet.

## Unternehmen im Global Challenges Index

### Konzept
Der GCX umfasst 50 Unternehmen, die – so das Ziel der Entwickler des Index – substanzielle und richtungweisende Beiträge zur Bewältigung von sieben großen globalen Herausforderungen leisten, denen sich Politik und Gesellschaft stellen müssen. Als diese Herausforderungen sehen sie:
- Bekämpfung der Ursachen und Folgen des Klimawandels
- Sicherstellung einer ausreichenden Versorgung mit Trinkwasser
- nachhaltiger Umgang mit Wäldern
- Erhalt der Artenvielfalt
- Umgang mit der Bevölkerungsentwicklung
- Bekämpfung der Armut
- Unterstützung verantwortungsvoller Führungs- (Governance-) Strukturen

Regional sind im Fokus des GCX Unternehmen aus Europa, Japan, Kanada und den USA. Kleine und mittlere Unternehmen machen maximal 10 % der Marktkapitalisierung des Index aus; auch jeder Einzelwert darf höchstens 10 % Anteil an der Marktkapitalisierung haben.
Halbjährlich, im März und September, erfolgt eine Prüfung und Umschichtung der Index-Zusammensetzung auch anhand der Nachhaltigkeitskriterien des Index.

### Auswahlprozess
Ein zweistufiger Auswahlprozess durch die oekom Research soll sicherstellen, dass nur Unternehmen in den Index aufgenommen werden, die das Thema Nachhaltigkeit in ihre Geschäftsprozesse integriert haben und gleichzeitig die globalen Herausforderungen aktiv angehen.
Im ersten Schritt sollen Unternehmen identifiziert werden, die in besonderem Maße ökologische und soziale Kriterien in ihren Geschäftsprozessen berücksichtigen. Nur Unternehmen, die den Anforderungen des Ratings genügen, kommen in die engere Auswahl für den Index (absoluter Best-in-Class-Ansatz). Prinzipiell ausgeschlossen bleiben Unternehmen, die gegen definierte Ausschlusskriterien verstoßen:
Geschäftsfelder
- Atomenergie
- Biozide
- chlororganische Massenprodukte
- grüne Gentechnik
- Rüstung

Geschäftspraktiken
- Umweltverstöße
- Verstöße gegen fundamentale Menschenrechts- und Arbeitsnormen
- Verstöße in den Bereichen Korruption und Bilanzfälschung

Im zweiten Schritt werden diejenigen Unternehmen ausgewählt, die im Rahmen ihres Kerngeschäfts einen aktiven und substanziellen Beitrag zum Umgang mit den globalen Herausforderungen leisten und eine Mindestkapitalisierung von 100 Millionen Euro haben.
Ein unabhängiger Beirat hat die beiden Initiatoren bei der Konzeption und Weiterentwicklung des Index beraten und begleitet den Index aktiv. Ihm gehören unter anderem Vertreter des Bundesverbandes Deutscher Stiftungen, der evangelischen und katholischen Kirche sowie des WWF an.

### Zusammensetzung
Der Global Challenges Index setzt sich seit dem 20. September 2024 aus den folgenden Unternehmen zusammen:
| Name                                        | Logo | Land                   |
| ------------------------------------------- | ---- | ---------------------- |
| Adtalem Global Education                    |      | Vereinigte Staaten     |
| Aurubis                                     |      | Deutschland            |
| Befesa                                      |      | Luxemburg              |
| Billerud                                    |      | Schweden               |
| BioMérieux                                  |      | Frankreich             |
| California Water Service Group              |      | Vereinigte Staaten     |
| Canadian National Railway                   |      | Kanada                 |
| Coloplast                                   |      | Dänemark               |
| ConvaTec                                    |      | Vereinigtes Königreich |
| CSX Corporation                             |      | Vereinigte Staaten     |
| Dassault Systèmes                           |      | Frankreich             |
| EDP Renováveis                              |      | Spanien                |
| Fabege                                      |      | Schweden               |
| FirstGroup                                  |      | Vereinigtes Königreich |
| First Solar                                 |      | Vereinigte Staaten     |
| Fresenius Medical Care                      |      | Deutschland            |
| Geberit                                     |      | Schweiz                |
| Gecina                                      |      | Frankreich             |
| Gen Digital                                 |      | Vereinigte Staaten     |
| Hannon Armstrong Sustainable Infrastructure |      | Vereinigte Staaten     |
| Hannover Rück                               |      | Deutschland            |
| Henkel                                      |      | Deutschland            |
| Intel                                       |      | Vereinigte Staaten     |
| Interface Inc.                              |      | Vereinigte Staaten     |
| Konica Minolta                              |      | Japan                  |
| Kurita Water Industries                     |      | Japan                  |
| Lenzing                                     |      | Österreich             |
| Medtronic                                   |      | Irland                 |
| MillerKnoll                                 |      | Vereinigte Staaten     |
| Mondi                                       |      | Vereinigtes Königreich |
| Nordex SE                                   |      | Deutschland            |
| Ormat Technologies                          |      | Vereinigte Staaten     |
| Ørsted                                      |      | Dänemark               |
| Pearson                                     |      | Vereinigtes Königreich |
| Pennon Group                                |      | Vereinigtes Königreich |
| Ricoh                                       |      | Japan                  |
| Rockwool                                    |      | Dänemark               |
| Scatec                                      |      | Norwegen               |
| Severn Trent                                |      | Vereinigtes Königreich |
| Siemens Healthineers                        |      | Deutschland            |
| Signify                                     |      | Niederlande            |
| Smith & Nephew                              |      | Vereinigtes Königreich |
| Solaria                                     |      | Spanien                |
| Sonova                                      |      | Schweiz                |
| Steelcase                                   |      | Vereinigte Staaten     |
| STMicroelectronics                          |      | Niederlande            |
| Swiss Re                                    |      | Schweiz                |
| Union Pacific Corporation                   |      | Vereinigte Staaten     |
| United Utilities                            |      | Vereinigtes Königreich |
| Xerox                                       |      | Vereinigte Staaten     |

Zu den ehemaligen Mitgliedern gehören
Accenture,
AMD,
Ansaldo,
Atlas Copco,
Autodesk,
Aviva,
Benesse Holdings,
Berkeley Group Holdings,
Boiron,
British Land,
BT Group,
Burlington Northern Santa Fe,
BWT Group,
CA Technologies,
Clipper Windpower,
Conergy,
Danone,
Denso,
Drägerwerk,
East Japan Railway Company,
Electrolux,
EMC,
Enagás,
Energy Conversion Devices,
Energy Recovery Inc.,
Evergreen Solar,
Friends Provident,
Gamesa,
Google,
Hain Celestial Group,
J Sainsbury,
JM,
Kingfisher,
Koninklijke Philips,
Liberty International,
Linde,
Lloyds Banking Group,
Mayr-Melnhof Karton,
Michelin,
Münchener Rück,
Northern Rock,
Osram,
Q-Cells,
REC Silicon,
RELX,
Renault,
Sanofi,
SAP,
Shimano,
Siemens Gamesa,
Svenska Kullagerfabriken,
Sky Limited,
Smurfit Kappa Group,
Snam,
SNS REAAL,
Solarworld,
Sompo Japan,
Storebrand,
SunPower,
Svenska Cellulosa,
Tarkett,
Umweltbank,
Unilever,
Vestas und
Vossloh.

## Verwendung
Es existieren mehrere Aktienfonds, die ausschließlich oder überwiegend in den GCX investieren, außerdem ein Indexfonds.